# Donacosa merlini
Donacosa merlini is een spinnensoort in de taxonomische indeling van de wolfspinnen (Lycosidae).
Het dier behoort tot het geslacht Donacosa. De wetenschappelijke naam van de soort werd voor het eerst geldig gepubliceerd in 1991 door Mark Alderweireldt & Rudy Jocqué.